# Liste von Bergen und Erhebungen in Luxemburg
Diese Liste von Bergen und Erhebungen in Luxemburg ist eine Auflistung der höchsten Erhebungen in Luxemburg.
| Name des Berges      | Höhe in m | Gebirgsmassiv        | Kanton               |
| -------------------- | --------- | -------------------- | -------------------- |
| Kneiff               | 560       | Luxemburger Ardennen |                      |
| Burgplatz            | 559       | Luxemburger Ardennen |                      |
| Napoléonsgaard       | 549       | Luxemburger Ardennen |                      |
| Niklosbierg          | 470       | Luxemburger Ardennen |                      |
| Bierengerbierg       | 427,7     | Luxemburger Ardennen | Kanton Mersch        |
| Zolwerknapp          | 422       | Luxemburger Ardennen | Kanton Esch-Uelzecht |
| Gehaansbierg         | 405       | Luxemburger Ardennen |                      |
| Gaalgebierg (Bieles) | 403       | Luxemburger Ardennen |                      |
| Duelebierg           | 400       | Luxemburger Ardennen |                      |
| Réibierg             | 398       | Gutland              | Kanton Capellen      |
| Widdebierg           | 386       | Luxemburger Ardennen |                      |